# Max von Burger
Max Ritter von Burger (* 23. November 1850 in Klagenfurt am Wörthersee; † 20. November 1932 auf Gut Hohenpressen) war ein österreichischer Fabriksbesitzer und Politiker.

## Leben
Von Burger war der Sohn des Gymnasialdirektors Johann Ritter von Burger (* 29. April 1808; † 4. September 1879) und dessen Ehefrau Pauline geborene Edle von Moro (* 12. Dezember 1815; † 24. April 1894). Anton Ritter von Moro war sein Großvater. Er war römisch-katholisch und heiratete am 20. November 1878 Auguste von Scheidlin (* 6. Juni 1854; † 29. Januar 1935), eine Tochter des Geniedirektors von Esseg August von Scheidlin. Aus der Ehe gingen zwei Söhne hervor: Rudolf (* 31. Dezember 1879) und Hanno (* 13. Januar 1885).
Von Burger besuchte das Gymnasium in Klagenfurt und studierte von 1868 bis 1871 Chemie an der Technischen Hochschule in Wien und machte eine praktische Ausbildung in der Textilbranche in Deutschland. Ende der 1870er übernahm er die Tuchfabrik „Walke“ in Viktring. 1921 verkaufte er die Fabrik wieder und widmete sich danach der Bewirtschaftung des Gutes Hohenpressen.
Ab 1894 war er Obmann der Ortsgruppe Klagenfurt der Südmark, ab 1898 Mitglied der Hauptleitung. Von 1902 bis 1921 war er Mitglied der Handels- und Gewerbekammer in Klagenfurt, ab 1905 Handelskammerpräsident und ab 1921 korrespondierendes Mitglied. Er ist auf dem Friedhof St. Johann am Pressen begraben.

## Politik
Vom 16. April 1903 bis zum 20. September 1915 war er Abgeordneter im Kärntner Landtag und gehörte dem Klub DVP an. Im Landtag war er in der IX. Wahlperiode von 1903 bis 1909 Mitglied des Finanz- und des volkswirtschaftlichen Ausschusses und in der X. Wahlperiode von 1909 bis 1915 Mitglied des Finanz-, des Wasserrechts- und des volkswirtschaftlichen Ausschusses.
Nach dem Ersten Weltkrieg gehörte er vom 11. November 1918 bis zum 4. Juli 1921 der Provisorischen Landesversammlung an und war dort Obmann des Finanzausschusses und ab 30. November 1920 Erster Landtagspräsident.

## Auszeichnungen
- Kommerzialrat
- 1908 Ritter des Ordens der Eisernen Krone III. Klasse
- Besitzer des Kärntner Kreuzes